# Кампопино (Изернија)
Кампопино је насеље у Италији у округу Изернија, региону Молизе.
Према процени из 2011. у насељу је живело 686 становника. Насеље се налази на надморској висини од 180 м.